# Joseph Enterprises
Joseph Enterprises, Inc. est une compagnie de gadgets appartenant à Joseph Pedott et basée à San Francisco, Californie, États-Unis, Amérique du Nord. Deux de leurs produits les plus populaires sont Le Clapper et le Chia Pet,.

## Histoire
Ils ont fondé en Californie en 1981 par Joseph Pedott. Le Clapper, dont le slogan est « Clap On! Clap Off! », a été vendu pour la première fois au public le 1er septembre 1985. Une marque a été déposée sur le nom de marque "Clapper" auprès du US Patent and Trademark Office le 9 juillet 1966. Un brevet de conception a été déposé le 13 novembre 1985 et a été délivré sous la référence D299127 le 27 décembre 1988. L'appareil a été utilisé pour activer des interrupteurs en réponse à différents signaux acoustiques.
Le Chia Pet a été introduit pour la première fois le 8 septembre 1977, et bien que son nom soit une marque déposée, le Chia Pet n'est pas une invention brevetée. Le premier Chia Pet, "Chia Guy" a été commercialisé et distribué en 1977. Le premier Chia Pet largement commercialisé, le bélier, a été commercialisé et distribué en 1982, bien que la marque n'ait été déposée qu'en 1998.
Les produits commercialisés par Joseph Enterprises ont tendance à être annoncés à la télévision pendant la saison des achats de Noël, et ils sont donc commercialisés comme des cadeaux,.

## Produits
- Chia Pet
- Le Clapper
  - Smart Clapper
  - Scribe Ett
  - Damage
  - Seat Pets
  - TV Boondocks
  - Clapper Plus
- Classic Pen Set
- Creosote Sweeping Log
- Ignite-O
- The 'Ove' Glove
- Garden Claw
- Pogo Whisk

## Articles abandonnés
VCR Co-Pilot (connu au Royaume-Uni en tant que Video Co-Pilot)
- Confidence
- Mandle Candle (disponible uniquement au Royaume-Uni)